# Alois Keller

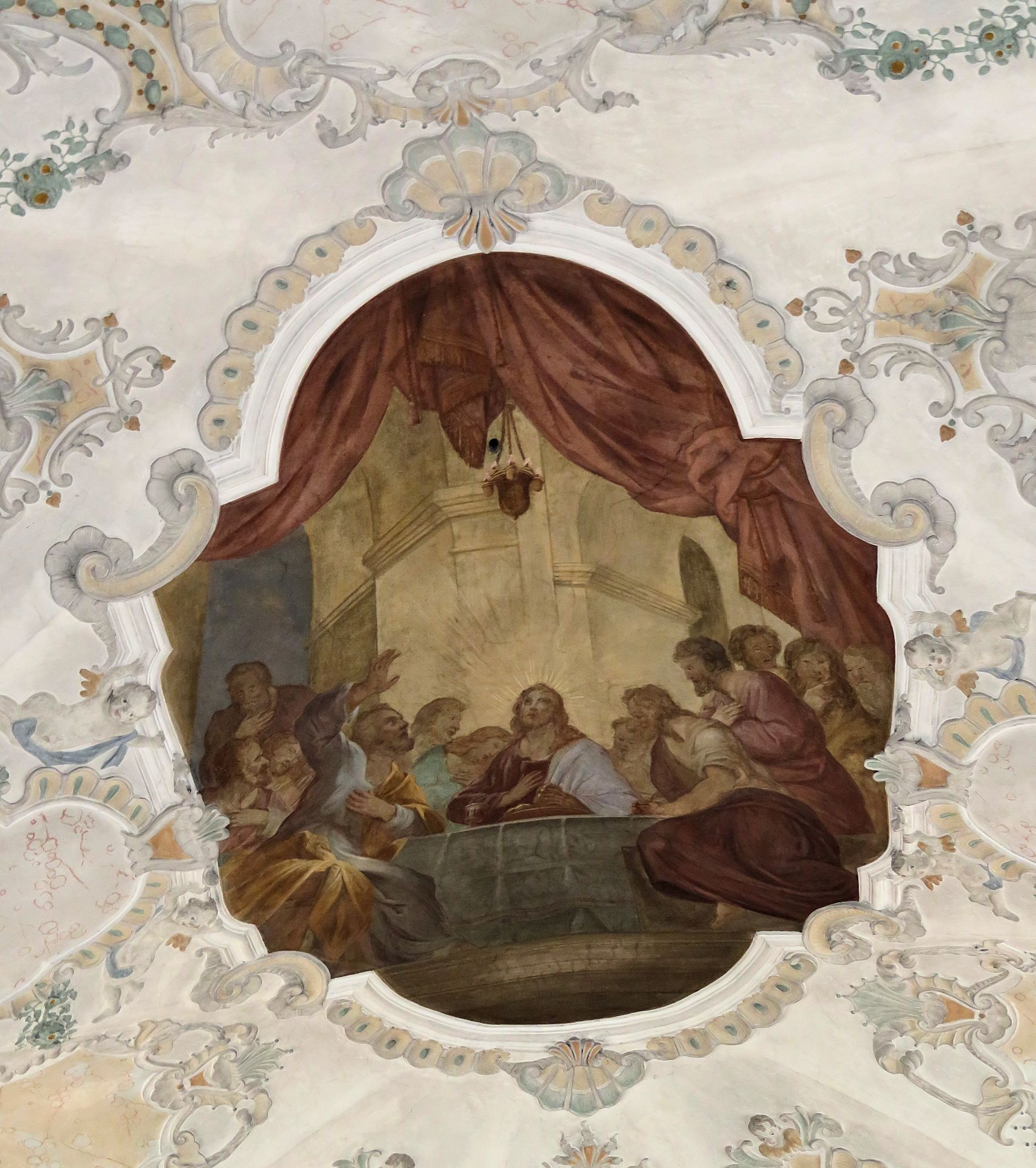
Das letzte Abendmahl in der Kirche St. Peter und Paul in Hopfen am See, 1828

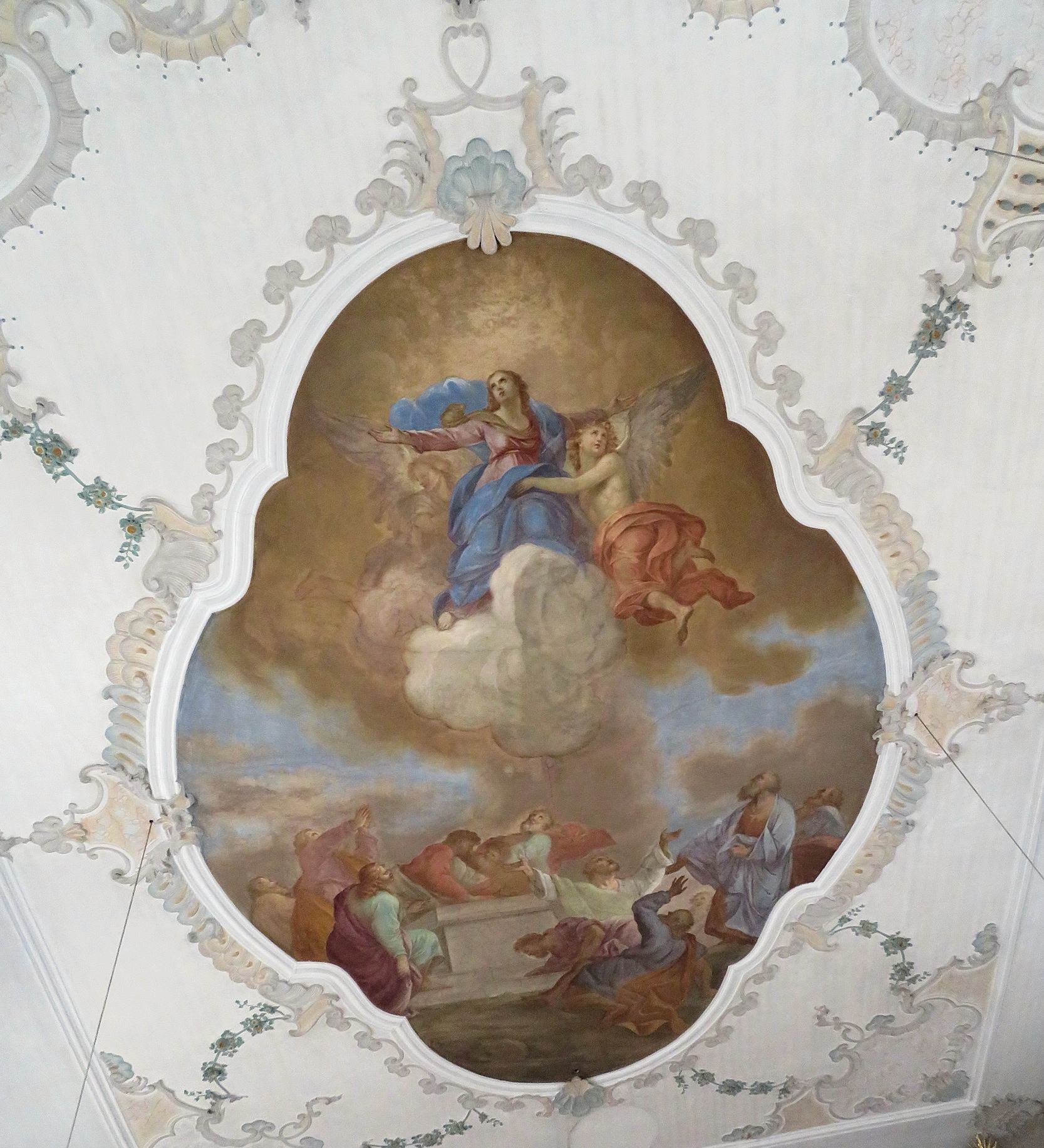
Aufnahme Mariens in den Himmel, 1828 (Hopfen)

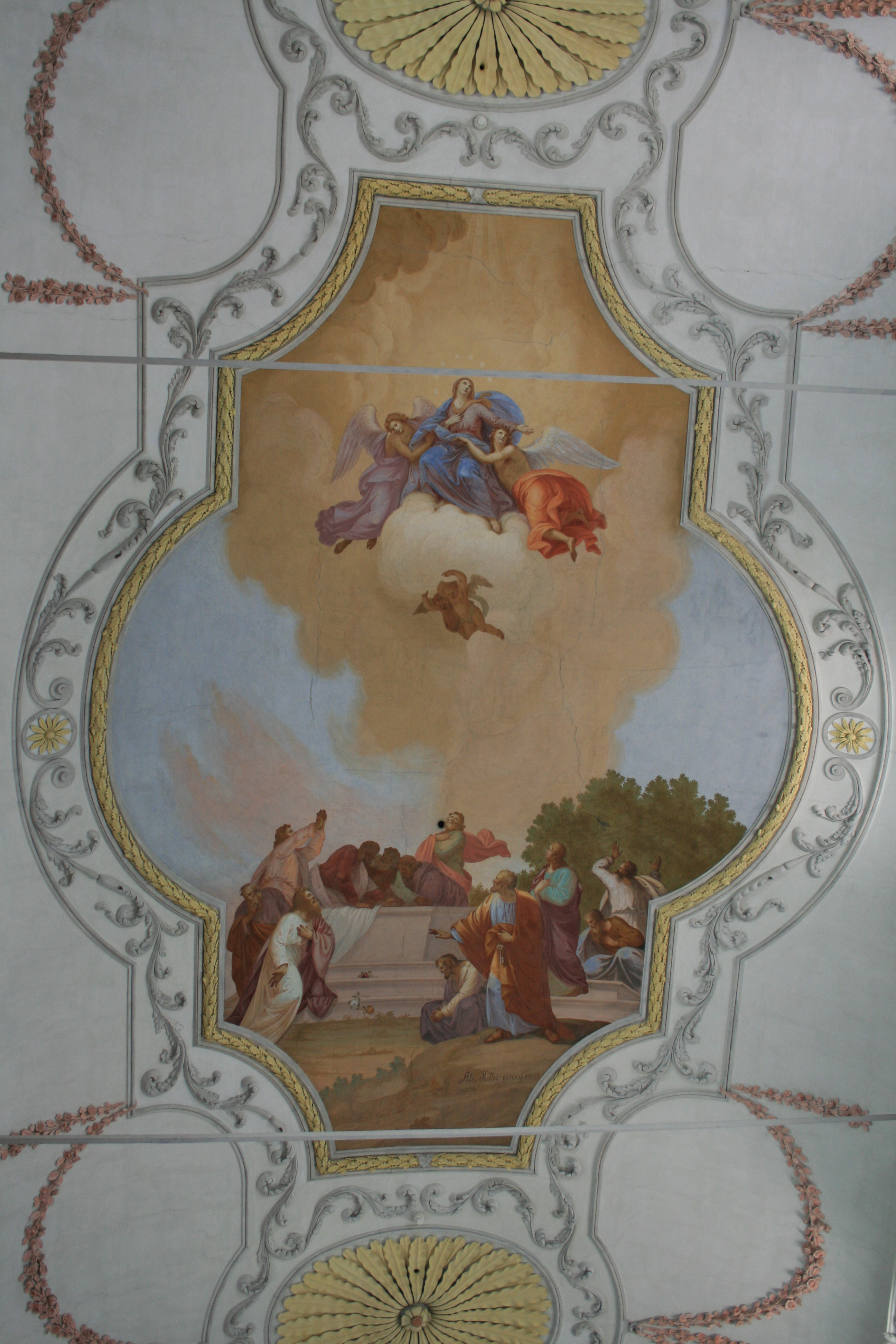
Aufnahme Mariens in den Himmel, 1833 (Wettingen)

Alois Keller (* 26. Juli 1788 in Pfronten; † 10. Dezember 1866) war ein deutscher Maler. Er gehörte der Künstlerfamilie Keller aus Pfronten an.

## Leben und Werk
Keller war ein Sohn des fürstbischöflichen Hofmalers Joseph Keller (1740–1823) und dessen Ehefrau Anastasia Eleonore (geborene Klöck), sowie ein Enkel von Narziss Keller (1711–1781) aus Kappel, der auf dem Anwesen Nr. 14 (mittlerweile: Sängerweg 3) eine Landwirtschaft betrieb. Von seinen acht Geschwistern hatte sich auch sein älterer Bruder Anton Keller (1775–nach 1826) der Malerei zugewandt.
Keller wurde durch seinen Vater ausgebildet. Er studierte ab 1767 in Wien und kehrte anschließend nach Pfronten zurück, wo er Thekla Stick heiratete. 1821 kaufte er eine Ökonomie in Weißbach, einst Haus Nr. 73, mittlerweile Malerweg 2. Er war künstlerisch vermutlich zunächst durch seinen Vater Joseph geprägt, der noch im Stil des ausgehenden Barock malte. Im Studium wurde er aber mit dem neu aufgekommenen Klassizismus konfrontiert. In seinen Arbeiten finden sich Merkmale beider Epochen.
Keller schuf Altarbilder und Fresken in Gotteshäusern in Schwaben, Tirol und in der Schweiz, darunter ein Jüngstes Gericht in der Pfrontener Friedhofskapelle sowie 1828 die Deckenfresken im Chor, über dem Chorbogen und im Langhaus der Kirche St. Peter und Paul in Hopfen am See. Kellers Gemälde in der Hopfener Kirche zeigen das letzte Abendmahl, die Tugenden Glaube, Hoffnung und Liebe sowie die Aufnahme Mariens in den Himmel. Er fügte diese Fresken in stuckierte Rahmen ein, die Joseph Fischer aus Faulenbach im Zuge der Barockisierung dieser alten Kirche geschaffen hatte. Ein vierter Rahmen, den Fischer offenbar ebenfalls für ein Gemälde vorgesehen hatte, blieb wahrscheinlich aufgrund des Einbaus einer Orgelempore in der Kirche leer. Die Deckenbilder in der Kirche des Klosters Wettingen Maris stella schuf er 1833; auch hier stellte er die Aufnahme Mariens in den Himmel dar. In der Klosterkirche Einsiedeln restaurierte er in den Jahren 1840 bis 1841 zusammen mit seinen Söhnen Friedrich und Karl Keller die Asamfresken.
Er zeichnete sich zudem durch die „sprechende Ähnlichkeit“ und „scharfe Charakteristik“ seiner Bilder als Porträtmaler aus. Ölgemälde Kellers sind unter anderem in der Kirche St. Peter und Paul in Niederstaufen erhalten; sein Seitenaltarblatt zeigt die Anbetung der heiligen drei Könige; zwölf Medaillons die zwölf Apostel.

## Familie
Insgesamt hatte Keller sieben Kinder, von denen die Söhne Friedrich und Karl ebenfalls die künstlerische Laufbahn einschlugen
- Friedrich Keller (* 1821) studierte in München und wurde Historienmaler. Er wanderte nach Amerika aus.
- Karl Keller (1823–1904) lebte in München. Wie sein Vater schuf er Fresken in etlichen Kirchen, hauptsächlich in Schwaben, darunter Deckengemälde in der Pfarrkirche von Sulzschneid und in der Pfarrkirche von Aislingen. Finanziell war er allerdings nicht sehr erfolgreich; die Kosten für sein Begräbnis mussten vom Münchner Kunstverein übernommen werden.[2]

Eine Ausstellung zu den Werken der Maler aus der Familie Keller wurde 1998 in Füssen und Zug gezeigt. Der Malerweg in Pfronten, an dem sich Alois Kellers einstiges Anwesen befindet, wurde nach diesem benannt.

## Ausstellungen (Auswahl)
- Herbst des Barock. Die Malerfamilie Keller. vom 10. Juli bis 25. Oktober 1998 im Museum der Stadt Füssen vom und 15. November 1998 bis 28. Februar 1999 im Museum in der Burg Zug.[6]